# Kaas (roman)
Kaas is een novelle uit 1933 van Willem Elsschot. Het is een klassieker in de Vlaamse- en Nederlandstalige literatuur, en tevens de meest vertaalde Vlaamse roman aller tijden (in 36 talen).

## Inhoud

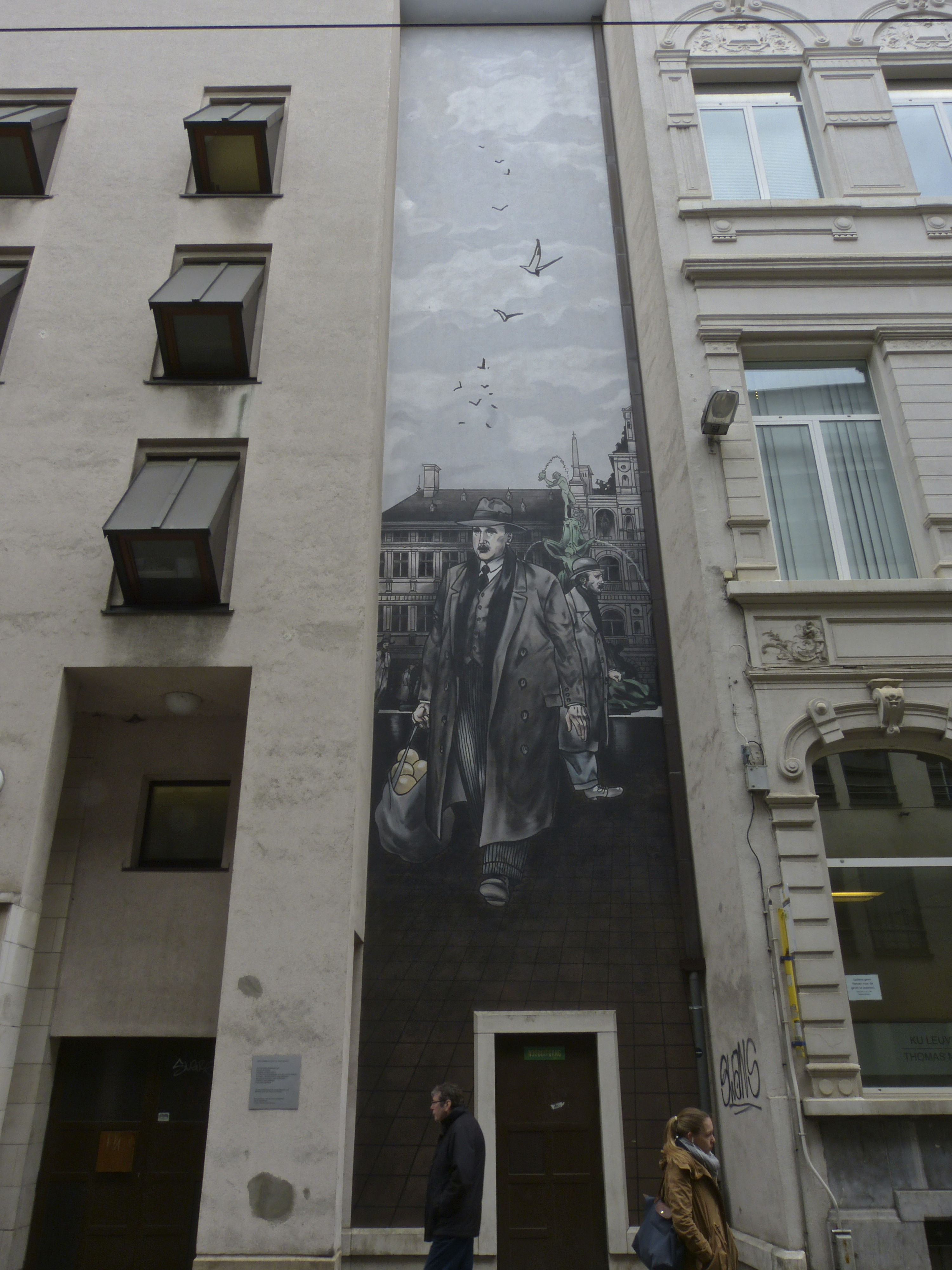
Stripmuur Laarmans te Antwerpen. Naar de stripversie door Dick Matena van Kaas

Het verhaal gaat over Frans Laarmans, een klerk bij de General Marine and Shipbuilding Company in Antwerpen. Hij krijgt van Van Schoonbeke, de welgestelde vriend van zijn broer Karel, die huisarts is, een baan aangeboden. Laarmans laat zich verleiden om groothandelaar in Nederlandse kaas te worden, volvette Edammer meer bepaald, mede om daarmee meer respect te verdienen in de kringen waarin hij per ongeluk verzeild is geraakt en waar hij zich slecht op zijn plaats voelt, omdat hij zich niet kan meten met de welgestelde en wat snobistische leden van het gezelschap. Met hulp van zijn broer en op aanraden van zijn vrouw slaagt hij erin tijdelijk (en onbetaald) ziekteverlof te krijgen van zijn baan als klerk bij de scheepswerf waar hij werkzaam is, onder het excuus dat hij zou lijden aan een zenuwziekte.
Laarmans wijdt zich met verve aan zijn taak, maar wordt zo meegesleept door zijn nieuwe werk als koopman dat hij zich aanvankelijk alleen bezighoudt met de organisatie en inrichting van zijn 'kantoor', de aankoop van een passend bureau, een schrijfmachine en een telefoon, het ontwerp van zijn briefpapier, de werving van agenten in zijn district, dat bestaat uit België en het groothertogdom Luxemburg, de naamgeving van het bedrijf (hij komt uiteindelijk uit op "Gafpa", wat staat voor 'General Antwerp Feeding Products Association') dat hij zijn eigenlijke taak uit het oog verliest. Als zijn eerste zending van 20 ton kaas arriveert van de leverancier Hornstra uit Amsterdam, weet hij dan ook niet goed wat ermee aan te vangen. Inmiddels is zijn naam als koopman wel een garantie geworden voor zijn positie in de hogere kringen van zijn vriend Van Schoonbeke, waar hij nadien met meer respect wordt behandeld.
In de harde praktijk is Laarmans echter niet geschikt voor zijn werk en blijkt hij niet in staat om ook maar de geringste hoeveelheid kaas (een product waarvan hij zelf walgt) aan de man te brengen. Zijn aangeworven agenten blijken merendeels non-valeurs en de enorme hoeveelheid Edammers, opgeslagen in het Blauwhoedenveem, wil maar nauwelijks slinken. Zijn vrouw lijdt onder het gehele proces en ook zijn kinderen hebben het zwaar te verduren, al doen zij hun best hun vader bij te staan. Zijn collega's van de scheepswerf komen soms op bezoek om te zien hoe het met hem gaat. Dus hij moet voortdurend oppassen dat hij geen collega's tegenkomt als hij over straat loopt met zijn bollen kaas.
Uiteindelijk geeft hij zijn koopmanschap op, na slechts enkele bollen kaas verkocht te hebben. Hij keert terug naar de scheepswerf in zijn oude baan als eenvoudige klerk, waar hij met open armen ontvangen wordt door zijn oude collega's.
Laarmans' vrouw zorgt er uiteindelijk voor dat er voorlopig geen kaas meer op tafel komt.
De figuur onder de naam Frans Laarmans speelt een hoofdrol in de romancyclus Lijmen/Het been. Hij is ook Elsschots alter ego in een aantal andere werken.

## Bewerkingen
- In 1999 bracht Orlow Seunke een filmbewerking van dit boek uit; zie Kaas (film).
- In 2008 bewerkte Dick Matena de roman tot een stripverhaal.